# Мунду
Мунду (фр. Moundou) други је по величини град у Чаду и главни град региона Западни Логоне.

## Историја
Град је основао генерал-поручник Жосеф-Франсоа Рест 8. новембра 1923. године.

## Географија
Налази се на реци Мбере на око 475 км од престонице Нџамене.

### Клима
| Клима Мунду (1961—1990)                  | Клима Мунду (1961—1990) | Клима Мунду (1961—1990) | Клима Мунду (1961—1990) | Клима Мунду (1961—1990) | Клима Мунду (1961—1990) | Клима Мунду (1961—1990) | Клима Мунду (1961—1990) | Клима Мунду (1961—1990) | Клима Мунду (1961—1990) | Клима Мунду (1961—1990) | Клима Мунду (1961—1990) | Клима Мунду (1961—1990) | Клима Мунду (1961—1990) |
| Показатељ \ Месец                        | .Јан.                   | .Феб.                   | .Мар.                   | .Апр.                   | .Мај.                   | .Јун.                   | .Јул.                   | .Авг.                   | .Сеп.                   | .Окт.                   | .Нов.                   | .Дец.                   | .Год.                   |
| ---------------------------------------- | ----------------------- | ----------------------- | ----------------------- | ----------------------- | ----------------------- | ----------------------- | ----------------------- | ----------------------- | ----------------------- | ----------------------- | ----------------------- | ----------------------- | ----------------------- |
| Максимум, °C (°F)                        | 34,1 (93,4)             | 36,7 (98,1)             | 38,6 (101,5)            | 38,0 (100,4)            | 35,7 (96,3)             | 32,3 (90,1)             | 30,2 (86,4)             | 29,8 (85,6)             | 30,7 (87,3)             | 33,1 (91,6)             | 35,1 (95,2)             | 34,2 (93,6)             | 34,0 (93,2)             |
| Минимум, °C (°F)                         | 15,1 (59,2)             | 18,3 (64,9)             | 22,5 (72,5)             | 24,2 (75,6)             | 23,5 (74,3)             | 22,1 (71,8)             | 21,2 (70,2)             | 21,0 (69,8)             | 20,8 (69,4)             | 21,0 (69,8)             | 17,4 (63,3)             | 14,6 (58,3)             | 20,1 (68,2)             |
| Количина падавина, mm (in)               | 0,0 (0)                 | 0,2 (0,008)             | 4,6 (0,181)             | 39,2 (1,543)            | 89,8 (3,535)            | 147,7 (5,815)           | 257,8 (10,15)           | 284,8 (11,213)          | 200,1 (7,878)           | 57,1 (2,248)            | 1,5 (0,059)             | 0,0 (0)                 | 1.082,8 (42,63)         |
| Дани са падавинама (≥ 0.1 mm)            | 0                       | 1                       | 2                       | 5                       | 9                       | 12                      | 15                      | 19                      | 13                      | 7                       | 2                       | 0                       | 85                      |
| Релативна влажност, %                    | 36                      | 28                      | 31                      | 50                      | 63                      | 73                      | 80                      | 81                      | 78                      | 73                      | 56                      | 45                      | 58                      |
| Сунчани сати — месечни просек            | 279,0                   | 249,2                   | 248,0                   | 234,0                   | 241,8                   | 210,0                   | 182,9                   | 170,5                   | 186,0                   | 235,6                   | 282,0                   | 291,4                   | 2.810,4                 |
| Сунчани сати — дневни просек             | 9,0                     | 8,9                     | 8,0                     | 7,8                     | 7,8                     | 7,0                     | 5,9                     | 5,5                     | 6,2                     | 7,6                     | 9,4                     | 9,4                     | 7,7                     |
| Извор: World Meteorological Organization |                         |                         |                         |                         |                         |                         |                         |                         |                         |                         |                         |                         |                         |

## Партнерски градови
- Поатје[4]